# Нещердо
Неще́рдо (біл. Не́шчарда, Няшчэрда) — озеро в Россонському районі Вітебської області Білорусі. Шосте за площею водного дзеркала в країні і перше за довжиною берегової лінії.

## Опис
Водойма знаходиться в басейні річки Нещерда. В озеро з різних сторін впадає 7 струмків і річка Атлайська, яка впадає в північно-східну частину озера. Нещердо з'єднане протоками із озерами Довге, Кругле, Межна. У південно-західній частині водойми бере початок річка Нещерда (протоками з'єднана з озерами Валуйське, Росомачинське, Свериновське та інші), права притока Дриси, яка впадає у Західну Двіну, з правого берега.
Нещердо належать до числа порівняно неглибоких, але великих за площею озер. Площа озера становить 27,4 км². Максимальна глибина — 8,1 м, середня — 3,4 м. Довжина — 11,9 км, найбільша ширина — 4,6 км. Об'єм води в озері становить 84,7 млн м³, площа водозбору — 143 км², за іншими даними 170 км².
На берегах озера розташовані села Горбачово, Гольніца, Поріччя, Мурагі, Лютьково. Поблизу озера, через село Горбачово, проходить автодорога Р132 (кордон Росії — Горбачево — Россони — Кохановичі).

## Улоговина та рельєф
Улоговина озера витягнута з півночі на південь і вирізняється складною будовою, про що свідчить найбільш довга серед озер Білорусі берегова лінія (50,18 км), а також безліч заток і 3 острова, загальною площею 0,23 км². Береги майже на всьому протязі низькі, заболочені і покриті чагарником; на окремих ділянках південно-східній та східній частині — сплавини. Лише на півночі і півдні до озера наближаються моренні пагорби висотою до 10-15 м.
Найбільші глибини озера знаходяться по центру обох плес, на які озеро ділиться вузьким перешийком. Найбільша глибина — 8,1 м — знаходиться в північному плесі, в південному глибини до 7 м. Прибережна частина дна шириною до 200 м покрита піщаними відкладеннями, які місцями розширюються до глибин у 4-5 м. У центральній частині дно озера вкрите сапропелем.

## Флора і фауна
Загальна площа заростання озера невелика — 22 %, що спричинене низькою прозорістю води і вузькою літораллю. Основну частку в заростанні грають напівзатоплені види рослин, такі як очерет, осока, манник. Рослинність із плаваючим листям широко поширена в закритих і мілководних затоках північного плеса. Ширина смуги прибережної рослинності від 10 до 250 м.
Іхтіофауна озера характерна родинами коропових та окуневих риб. Тут водяться лящ, судак, щука, плотва, густера, вугор, сазан, язь, краснопірка. У водоймище періодично запускається рибний мальок. В озері ведеться промисловий вилов риби.